# DotSUB
dotSUB è una società di software americana fondata da Michael Smolens e Laurie Racine nel 2007 e con sede a New York. Nel 2011 David Orban ne è stato nominato amministratore delegato. Il focus di business di dotSUB è la produzione della piattaforma web-based omonima, che viene utilizzata per la sottotitolazione multilingue di video on-line.
La piattaforma collaborativa dotSUB è soprattutto nota per il suo utilizzo nel'Open Translation Project di TED dove, dal 2009 in avanti, i volontari hanno trascritto e tradotto discorsi delle TED conferences in oltre 80 lingue. Coerentemente con lo scopo di consentire la traduzione di "qualsiasi video in qualsiasi lingua", dotSUB annovera tra i suoi clienti aziende multinazionali come Adobe e General Electric, nonché organizzazioni no-profit come Global Oneness.